# Вотська Ош'я
Вотська Ош'я́ (рос. Вотская Ошья, башк. Вотяк Ушъяҙы) — село у складі Янаульського району Башкортостану, Росія. Входить до складу Новоартаульської сільської ради.
Населення — 135 осіб (2010; 162 у 2002).
Національний склад:
- удмурти — 75 %